# 约瑟夫·R·戴维斯
约瑟夫·罗伯特·戴维斯（Joseph Robert Davis，1825年1月12日—1896年9月15日），美国南北战争时期南方军陆军准将。
戴维斯是美利坚联盟国总统杰斐逊·戴维斯的侄子。